# Konrad Gottlieb Marquardt
Konrad Gottlieb Marquardt (auch Conrad Gottlieb Marquardt; * 20. Oktober 1694 in Dollstädt; † 17. Februar 1749 in Königsberg in Preußen) war ein deutscher Mathematiker, Philosoph und Hochschullehrer.

## Leben
Marquardt war Sohn des Predigers Christoph Albrecht Marquardt. Bis zu seinem 17. Lebensjahr erhielt er Hausunterricht, bevor er 1711 an der Universität Königsberg immatrikuliert wurde. Dort widmete er sich insbesondere dem Studium der Sprachen, der Philosophie und Mathematik sowie der Theologie. 1720 ging er über Stationen in Danzig, Berlin und Wittenberg nach Halle an der Saale. Dort studierte er an der Universität Halle unter Christian Wolff vor allem Philosophie. Anschließend ging er an die Universität Jena, an der er im Dezember 1720 zum Magister graduiert wurde. Er kehrte an die Universität von Halle und von dort aus nach einer Reise durch die deutschen Länder, unter anderem über Leipzig, Dresden, Freiberg, Hamburg und Rostock nach Königsberg zurück. Dort traf er 1722 ein.
Marquardt habilitierte sich 1722 vor der Philosophischen Fakultät der Universität Königsberg mit der Arbeit De Harmonia Praestabilita. Er lehrte dort fortan Philosophie und Mathematik. Zugleich wurde er in Königsberg als Prediger aktiv. 1724 war er zeitweise in Lüneburg und Berlin, kehrte jedoch nach Königsberg zurück. Er konnte allerdings keine feste Anstellung erlangen, weder als Hochschullehrer noch als Prediger. Seine Lehre genoss aber einen hervorragenden Ruf, sodass König Friedrich Wilhelm I. in Preußen 1730 für ihn eine Stelle als außerordentlicher Professor der Mathematik an der Königsberger Hochschule schuf. Als solcher wirkte er bis zu seinem Tod.

## Werke (Auswahl)
- De Algebrae In Physica Vtilitate: Ad Diem XIV. Jvlii. Anni MDCCXXXIII., Stelter, Königsberg 1733.
- Philosophia rationalis methodo naturali digesta in usus academicos, Danzig 1733.
- Methodus mathematica ab abusu vindicata, Reusner, Königsberg 1741.
- Theologia moralis philosophica, seu Theologia naturalis officia et virtutes hominis adplicata, Königsberg 1747.